# Montblesson
Montblesson est une localité de la commune de Lausanne, dans le secteur des Zones foraines appelé « Les Râpes ».

## Description
La localité possède une école construite en 1837-1838 par l'inspecteur des bâtiments de la Ville de Lausanne Fridolin Simon.

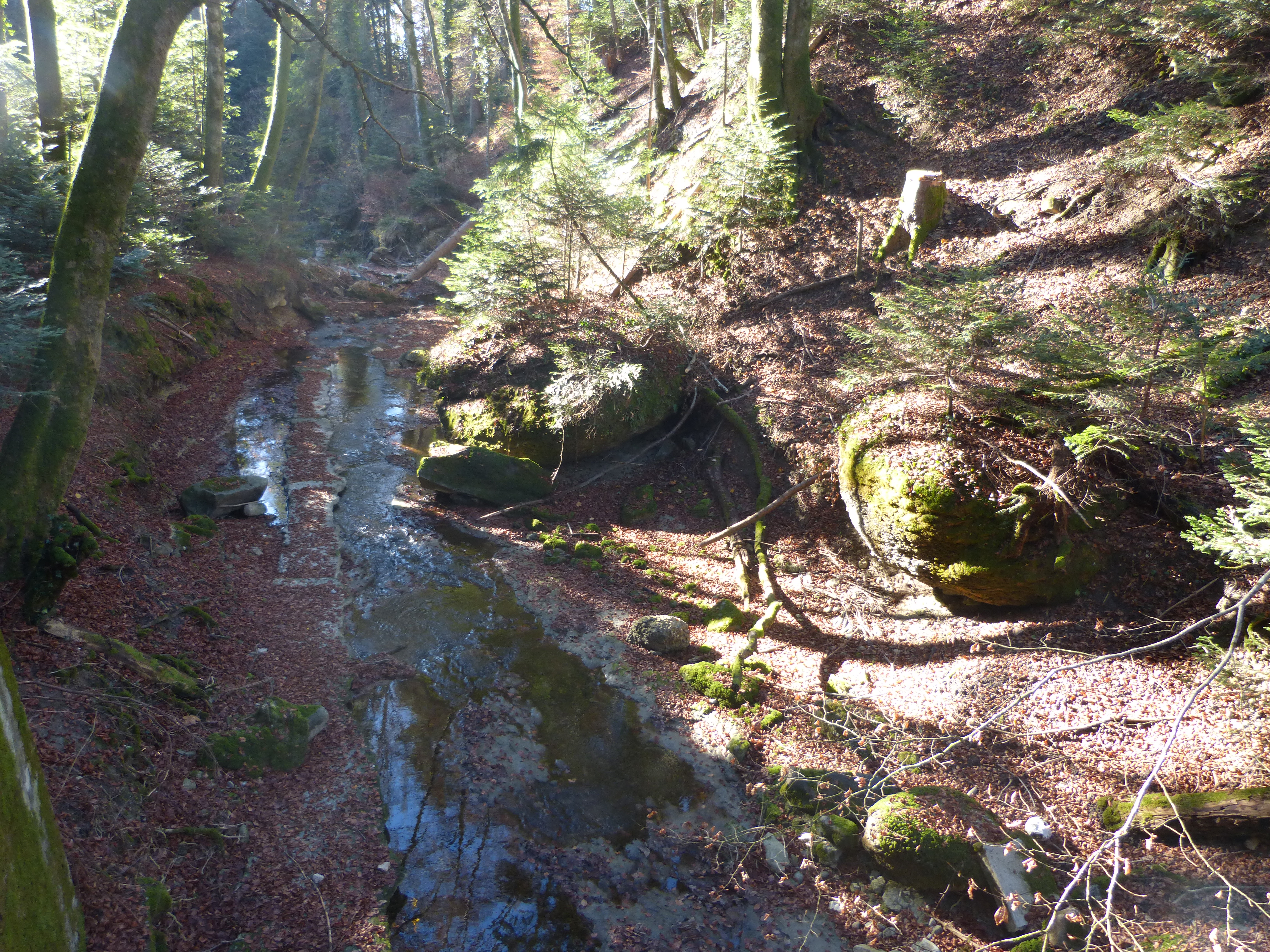
La Chandelar, marquant la limite communale entre Pully (à gauche) et Lausanne (à droite), sous le lieu-dit « Le Crêt » dans le hameau de Montblesson.